# Parkwood (Califòrnia)
Parkwood és una concentració de població designada pel cens dels Estats Units a l'estat de Califòrnia. Segons el cens del 2000 tenia 2.119 habitants.

## Demografia
Segons el cens del 2000, Parkwood tenia 2.119 habitants, 559 habitatges, i 465 famílies. La densitat de població era de 764,6 habitants/km².
Dels 559 habitatges en un 49,2% hi vivien nens de menys de 18 anys, en un 57,1% hi vivien parelles casades, en un 17,5% dones solteres, i en un 16,8% no eren unitats familiars. En el 13,1% dels habitatges hi vivien persones soles el 5% de les quals corresponia a persones de 65 anys o més que vivien soles. El nombre mitjà de persones vivint en cada habitatge era de 3,75 i el nombre mitjà de persones que vivien en cada família era de 4,09.
Per edats la població es repartia de la següent manera: un 37,1% tenia menys de 18 anys, un 11,6% entre 18 i 24, un 28,8% entre 25 i 44, un 15,9% de 45 a 60 i un 6,6% 65 anys o més.
L'edat mitjana era de 26 anys. Per cada 100 dones de 18 o més anys hi havia 97,2 homes.
La renda mitjana per habitatge era de 34.018 $ i la renda mitjana per família de 33.411 $. Els homes tenien una renda mitjana de 27.656 $ mentre que les dones 24.167 $. La renda per capita de la població era de 9.997 $. Entorn del 19% de les famílies i el 22,3% de la població estaven per davall del llindar de pobresa.

## Poblacions més properes
El següent diagrama mostra les poblacions més properes.